# Авілова Ольга Матвіївна
Ольга Матвіївна Авілова (10 вересня 1918, м. Бежиця, нині у межах м. Брянськ, Росія — 27 грудня 2009, м. Київ) — українська та радянська лікарка, хірург. Учасниця німецько-радянської війни. Учениця академіка Миколи Амосова. Авторка близько 300 наукових праць, у тому числі двох монографій. Науковий напрямок — реконструктивна хірургія трахеї, бронхів, стравоходу. Засновниця наукової школи реконструктивної хірургії трахеї та бронхів.
|                                             |  |  |
| Ювілейна монета НБУ, присвячена О. Авіловій |  |  |

Лауреат Державної премії СРСР (1975), Заслужений діяч науки України (1982), Заслужений лікар України (1962), доктор медичних наук (1974), професор (1975), завідувач кафедри торакальної хірургії та пульмонології (1975−1988).
Нагороджена орденами Червоної Зірки, Трудового Червоного Прапора, медалями.
Померла 27 грудня 2009 р. у Києві. Похована на Берковецькому кладовищі в столиці.

## Життєпис
Народилася в місті Бєжиця (нині один з адміністративних районів Брянська). У 1941 р. закінчила Смоленський медичний інститут. У 1974 р. захистила докторську дисертацію «Резекція і пластика бронхів і медіастінальної трахеї». Науковий консультант 1 докторської дисертації, керівниця 19 кандидатських дисертацій. Учні — професори М. М. Багіров, Я. В. Гоєр, Анатолій Макаров.
Працювала хірургом у рядах діючої армії, пізніше — завідувача хірургічним відділенням Брянської обласної лікарні. З 1957 року — завідувач кафедри в Київському медичному інституті.

## Наукова діяльність
Під керівництвом Авілової була створена служба невідкладної допомоги постраждалим з травмою грудей, спонтанним пневмотораксом, сторонніми тілами у дихальних шляхах і стравоході. Ініціатор створення відділення політравми. Винахідниця, володарка патентів (зокрема, «Спосіб лікування експіраторного стенозу трахеї та бронхів»).

### Вибрані праці
- Чресплевральні резекції при пухлинах стравоходу і кардії (1960)
- Резекція і пластика бронхів і медіастінальної трахеї (1971)
- Тораскопія в невідкладної грудної хірургії (1986)
- Хронічні свищі стравоходу (1987)

## Пам'ять
Напередодні 100-річчя від дня народження Ольги Авілової Національний банк України у вересні 2018 роки випустив присвячену їй пам'ятну монету з серії «Видатні особистості України». На аверсі монети на дзеркальному тлі розміщена стилізована композиція, що символізує торакальну хірургію. На реверсі — портрет Ольги Авілової з підписом під ним, що містить, зокрема, дати народження і смерті — 1918—2009.